# ایزی‌پیزی
ایزی‌پیزی (به انگلیسی: EasyPeasy) (با نام سابق اوبونتو ای‌ای‌ای) یک سیستم عامل مبتنی بر لینوکس برای نت‌بوک‌ها است. ایزی‌پیزی یک توزیع بر پایه دبیان و اوبونتو است اما برای رایانه‌هایی با سخت‌افزار ضعیف‌تر سفارشی و بهینه‌سازی شده‌است.
ایزی‌پیزی یک پروژه بازمتن است، گرچه برنامه‌های کاربردی وب و نرم‌افزار‌های غیر رایگان محبوب را جایگزین نرم‌افزارهای رایگان و بازمتن کرده‌است. (مانند اسکایپ به جای اکیگا).

## مشخصات اصلی
- پیاده‌سازی بر پایهٔ یک نسخه به روز از ابونتو.
- پشتیبانی از بیشتر نت‌بوک‌ها.
- پشتیبانی از نرم‌افزارهای پر کاربرد مانند ادوبی فلش و ام‌پی۳ به صورت پیش‌فرض.
- استفاده از نرم‌افزارهای شناخته شده غیر بازمتن به جای نرم‌افزارهای بازمتن.
- تلاش برای ارائه قابلیت‌های نت‌بوک مانند میزکار اجتماعی و همگام‌سازی فایل‌ها.

## تاریخچه انتشار
| انتشار              | تاریخ انتشار |
| ------------------- | ------------ |
| Ubuntu Eee 8.04     | ۲۰۰۸-۰۶-۱۶   |
| EasyPeasy 1.0       | ۲۰۰۹-۰۱-۰۱   |
| EasyPeasy 1.1       | ۲۰۰۹-۰۴-۲۰   |
| EasyPeasy 1.5       | ۲۰۰۹-۰۹-۰۸   |
| EasyPeasy 1.6       | ۲۰۱۰-۰۵-۰۳   |
| EasyPeasy 2.0 alpha | ۲۰۱۲-۰۳-۰۵   |